# Mohamud Muse Hersi
Mohamud Muse Hersi (somali: Maxamuud Muuse Xirsi), també conegut per l'àlies «Adde» (somali: Cadde) (Mogadiscio, 1 de juliol de 1937 - Emirats Àrabs Units, 8 de febrer de 2017), fou un polític somali, president de Puntland entre 2005 i 2009, succeint a Mohamed Abdi Hashi.
Fou militar de l'exèrcit de Somàlia en temps de Siad Barre. Fou governador a una ciutat i després una regió del nord de Somàlia. A finals dels anys setanta fou agregat militar a la Xina. Després d'uns anys en aquest càrrec es va retirar i se'n va anar a Canada. Va tornar a Somàlia el 2004 per ser elegit president fins al 2009.
El 2005 va concedir drets d'explotacions petroleres a una companyia anomenada Australian company Range Resources Ltd de la que poc després fou nomenat director el seu nebot Liban Muse Bogor; un segon director nomenat fou Toufic Rahi, advocat de Terry Donnely i Anthony Black, els dos intermediaris australians que havien negociat l'acord amb Puntland per mitjà de la seva companyia Consort Private Ltd que després va cedir els drets a l'Australian company Range Resources Ltd. També estava als alts nivells directius Asker Ali Hussein Al-Thahiri, que era l'expert que assessorava al govern de Puntland en legislació petroliera. Tot l'afer fou molt criticat durant el 2006.
El 30 d'octubre del 2006 va assistir a la XVII sessió de la camara de representants presidida per Ahmed Ali Hashi acompanyat del seu cap de gabinet Aydarus Osman Yusuf. on va parlar dels contactes a Dubai per la construcció del nou port de Bosaso. Al final de desembre de 2006 forces de Puntland van lluitar units als etíops i a les forces de l'estat de Galmudug contra la Unió de Corts Islàmiques de Somàlia per evitar l'amenaça sobre la ciutat de Galkacyo, la part nord de la qual pertany al Puntland i la del sud a Galmudug.
Al començament del 2007 l'oposició va demanar una auditoria del pressupost que Hersi va rebutjar. Ahmed Abdi Xabsade, un alt càrrec, va abandonar el país cap a Somalilàndia. El seu estil de govern va portar a la creació de l'estat de Maakhir l'1 de juliol del 2007, pel clan warsangeli, amb la part administrada per Puntland del Sanaag.
L'agost del 2007 va assistir a una cerimònia de graduació de la policia a Mogadiscio, sent rebut per l'alcalde Mohamed Omar Habeb i a la que estaven presents també el president del Govern Federal de Transició Abdullahi Yusuf Ahmed i el primer ministre Ali Mohamed Ghedi. A primers de desembre del 2007 va esclatar un conflicte a Galkacyo, quan 18 dels consellers locals van destituir al cap del consell del districte Muhiyadin Abdi Biihi, que no va voler reconèixer la decisió. El 9 de desembre del 2007 Hersi, que era a Galcacyo, va dissoldre el parlament de l'estat i va anunciar que governaria per decret; a més va nomenar un administrador pel districte de Galkacyo.
El 13 de gener del 2008 les forces de Somalilàndia van capturar al coronel Deyr Abdi, nomenat comandant militar de Puntland a la regió de Sool junt amb 20 militars més, amb rumors de què el militar s'havia passat a Somalilàndia. L'1 de maig del 2008 es va proclamar l'estat de Northland pel clan dhulbahante, amb la part administrada per Puntland de la regió de Sool.